# Lijst van schilderijen in het Rijksmuseum Amsterdam/Anonieme Chinese schilders
Lijst van schilderijen in het Rijksmuseum Amsterdam met werken van anonieme schilders afkomstig uit China.
| Inventarisnummer | Toeschrijving   | Titel                                                               | Datering | Afbeelding |
| ---------------- | --------------- | ------------------------------------------------------------------- | -------- | ---------- |
| SK-C-1723        | Anoniem (China) | Gezicht op de rede van Whampoa Zie Drie gezichten op de Parelrivier | Ca. 1773 |            |
| SK-C-1722        | Anoniem (China) | Gezicht op Macau Zie Drie gezichten op de Parelrivier               | Ca. 1780 |            |
| SK-C-1724        | Anoniem (China) | Gezicht op de rede van Kanton Zie Drie gezichten op de Parelrivier  | Ca. 1780 |            |